# Brumovice (Morávia-Silésia)
Brumovice é uma comuna checa localizada na região de Morávia-Silésia, distrito de Opava.